# オモえもん
『オモえもん』は、NHK総合テレビで放送されているオムニバスコント番組『LIFE!〜人生に捧げるコント〜』でのシリーズ、及びその中のキャラクター。『ドラえもん』のパロディである。

## 概要
本作は一話完結型のコントであり、優しくて頼りになるが少し面倒なオモえもん（星野源）と、 気弱な小学生のさとし君（ムロツヨシ）が繰り広げる日常生活を描いた作品である。基本的なプロットは、オモえもんがポケットから出す不思議な道具でさとし君を助けるが、さとし君のそっけない態度に『だって君のためじゃん！』『君が心配だから！』『君の笑顔が見たいから！』と恩着せがましく迫る。依存がちで要求が多い、俗に言う「重い」友人をギャグとしたコントである。
2017年2月4日に『オモえもん 春のドキドキ オモまつり』と題して、2016年5月から2017年1月までに放送された全5話と新作コント「オモえもんのバレンタインデー」を加えた6話が一挙放送された。
2017年3月9日放送回（『LIFE!〜人生に捧げるコント〜 series-4』最終回）で、物語が一旦完結したが、2017年8月14日の放送回で復活し、さらにオモえもんの妹のオモミ（深田恭子）が登場し、新たな展開を起こす。

## 登場キャラクター
オモえもん
演：星野源
タヌキ型ロボット。さとしと同居しており、壊れたおもちゃを直したりするなど心優しいのだが、その一方で恩着せがましく迫ったり、強い独占欲があるなど「重い」一面がある。元ネタはドラえもん。シュークリームを好物としている。
series-4最終回で、故郷の星へと帰っていった。series-5第2回で、後述にある妹のオモミの束縛から逃げるようにして、さとしの元に戻ってきた。
野村さとし
演 - ムロツヨシ
気弱な小学生。オモえもんの重たさには辟易していて、時には怒ることもあるのだが、本気になったオモえもんの恐ろしさから強く出られない状態にある。元ネタは野比のび太。
ゴリ山田
演 - 長谷川忍（シソンヌ）
さとしの友人。元ネタは剛田武。
ムネオ
演 - じろう（シソンヌ）
さとしの友人。元ネタは骨川スネ夫。
ユメカちゃん
演 - 石橋杏奈
さとしの憧れの女の子。礼儀正しくて優しい性格の持ち主で、さとしと親しげにしていることが災いし、オモえもんから嫉妬の対象になっており、手作りのチョコレートを潰されたりするなどといったぞんざいな扱いを受けている。元ネタは源静香。
さとしのママ
演 - 西田尚美
さとしの母親で、本名は不明。怒るとヒステリーを起こすものの、子であるさとしを想う気持ちは強い。元ネタは野比玉子。
オモミちゃん
演 - 深田恭子
オモえもんの妹。兄であるオモえもんが好きで、愛情が重く逃げたオモえもんを追い、さとしの部屋へ訪れた。元ネタはドラミちゃん。

## これまでに登場した道具
- 元通りクロス(2016年5月26日放送、#6)
- GPS(2016年5月26日放送、#6)
- 手づくりニット(2016年7月14日放送、#11)
- 呪いの人形(2016年7月14日放送、#11)
- 教科書解答集 (2016年10月13日放送、#17)
- 手作りチョコレート(2017年2月5日放送、春のドキドキオモまつり)
- トリコニナール(2017年2月5日放送、春のドキドキオモまつり)
- 養子縁組届(2017年2月9日放送、#30)
- どこへでも行けるドア(2017年3月9日放送、#34)

## 出演回
- 『LIFE!〜人生に捧げるコント〜 series-4』
  - 2016年5月26日放送（#6）
  - 2016年7月14日放送（#11）
  - 2016年10月13日放送（#17）
  - 2016年11月17日放送（#21）
  - 2017年1月5日放送（#25）
  - 2017年2月9日放送（#30）
  - 2017年2月5日放送『オモえもん　春のドキドキ　オモまつり』（『LIFE!〜人生に捧げるコント〜』の特別番組
  - 2017年3月9日放送（#34、最終回）
- 『LIFE!〜人生に捧げるコント〜 series-5』
  - 2017年8月14日放送「もうすぐLIFE! オモえもん復活SP」
  - 2017年8月14日放送（#2）

## 備考
- 星野は後に、本家『ドラえもん』の劇場版『ドラえもん のび太の宝島』において主題歌「ドラえもん」を提供している[7]。のちにアニメ主題歌となっている。